# ایسوس ئی‌ئی‌ئی

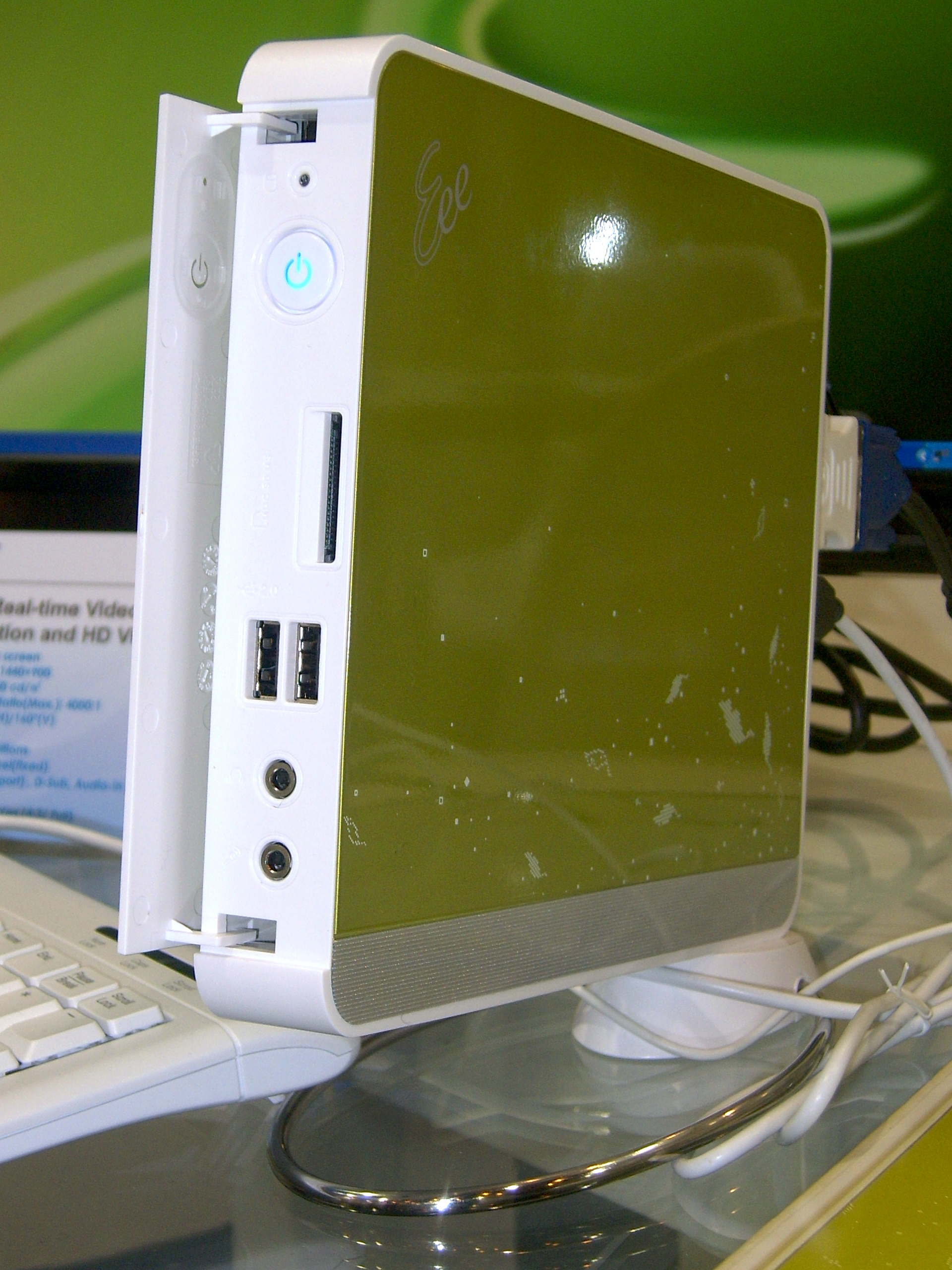
ایسوس ئی‌ئی‌ئی‌باکس پی‌سی

ایسوس ای‌ای‌ای (به انگلیسی Asus Eee) یک خانواده از محصولات ایسوس است. این سری از محصولات با ای‌ای‌ای پی سی که در سال ۲۰۰۷ معرفی شد شروع شد. کلمهٔ ای‌ای‌ای به انگلیسی Eee مخفف Easy to learn, Easy to work, Easy to play می‌باشد.

## ایسوس ای‌ای‌ای پیسی

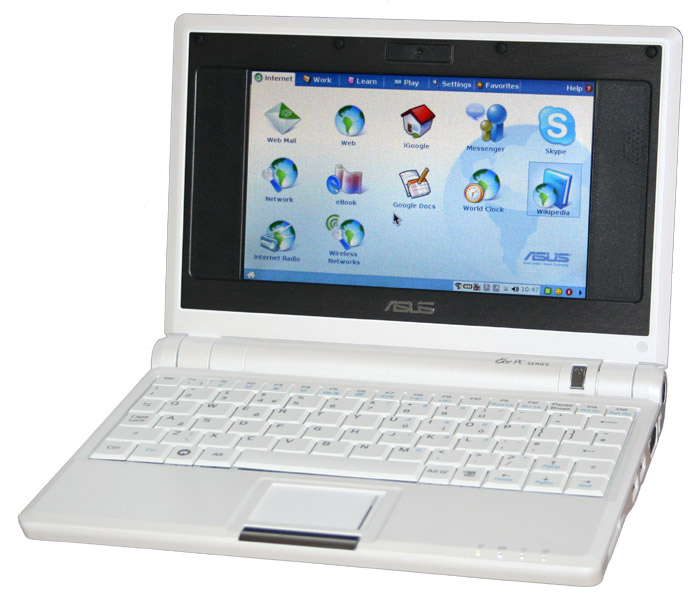
ایسوس ای‌ای‌ای پی‌سی

ایسوس ای‌ای‌ای پی‌سی یک ساب نوتبوک یا یک نت بوک در سال ۲۰۰۷ که معرفی شد لینوکس کم حجم سیستم عاملش بود مدل‌های بعدی دارای ویندوز ۷ بودنند. سی پی یو آن ،سی پی یو دوهسته اینتل اتم (به انگلیسی doule core) بود.

## ایسوس ای‌ای‌ای باکس پی‌سی
ایسوس ئی‌ئی‌ئی‌باکس پی‌سی یک نت‌تاپ است و در سال ۲۰۰۸ روانه بازار شد.

## ایسوس ای‌ای‌ای تاپ

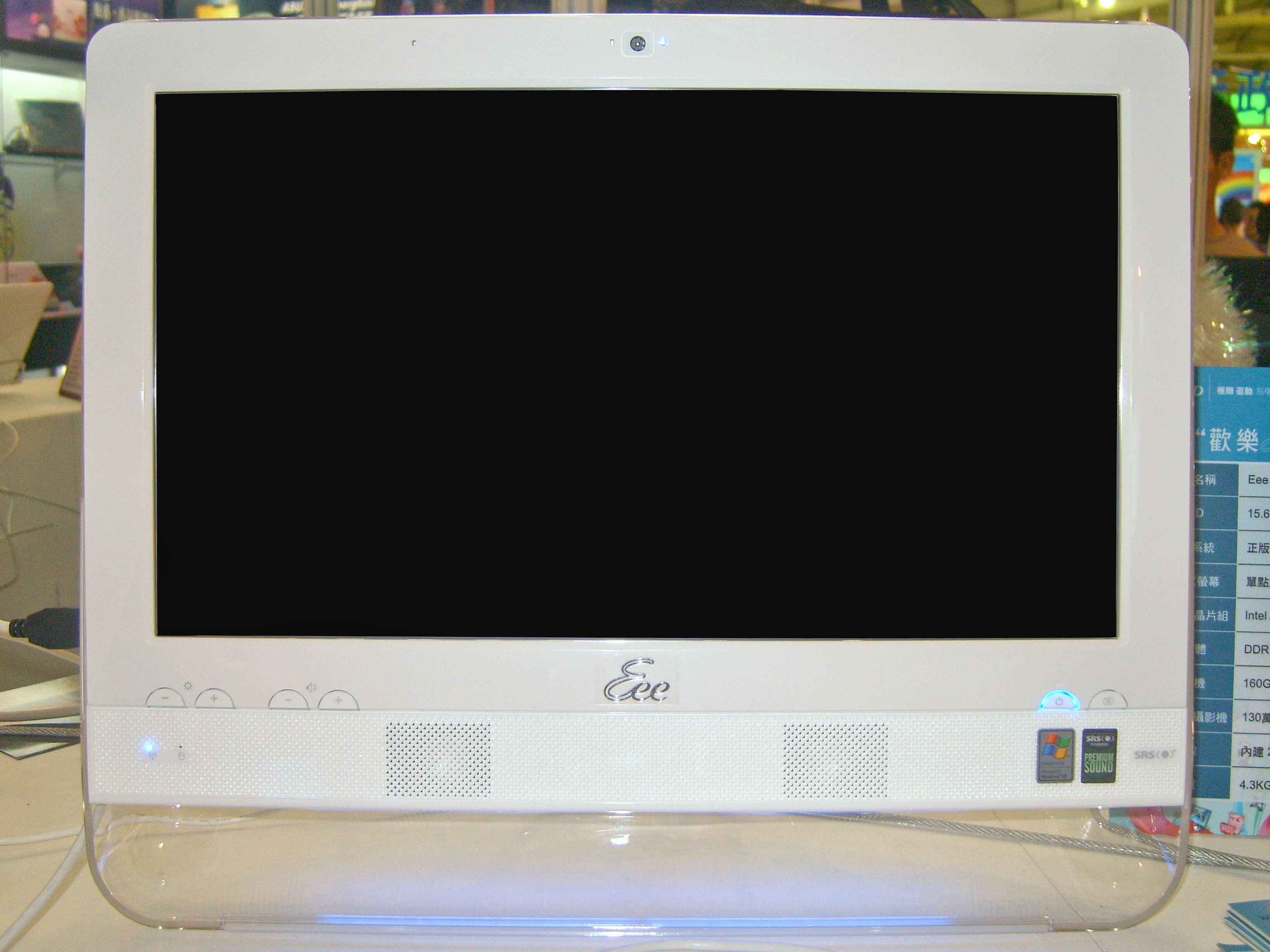
ایسوس ای‌ای‌ای تاپ

ایسوس ای‌ای‌ای تاپ یک کامپیور با صغحه لمسی که در نوامبر سال ۲۰۰۸ توسط ایسوس معرفی شد سی‌پی‌یو آن اینتل اتم با سرعت ۱٫۶ گیگاهرتز بود وبا صفحه نمایش ۱۵٫۶ اینچ و نسبت ۱۶:۹ و دارای ۱گیگابایت رم ۱۶۰ گیگابایت هارد و دارای وب کم ۱٫۳ مگاپیکسلی و دارای کارت خوان اس دی بود و سیستم عاملش ویندوز ایکس پی بود.

## ایسوس ای‌ای‌ای کیبورد پی‌سی

ایسوس ای‌ای‌ای کیبورد پی‌س

یک کامپیوتر با کیبورد سایز بزرگ است که دارای یک صفحه نمایش تاچ اسکرین روی خود کیبورد است و ایسوس فروش این محصول را از سپتامبر ۲۰۰۹ آغاز کرد.

## ایسوس ای‌ای‌ای پی سی مدیا سرور
ایسوس ای‌ای‌ای پی سی مدیا سرور در CES ۲۰۰۹ معرفی شد.

## ایسوس ای‌ای‌ای پد ممو
ایسوس ممو ۱۷۱ در CES 2011 و ایسوس ممو ۳۷۰ تی در CES ۲۰۱۲ معرفی شد
ممو۱۷۱ با صفحه نمایش ۱۲۸۰X۸۰۰ و ۷ اینچی است و دارای سی پی یو دو هسته ای کوالکام ۸۲۶۰ با سرعت ۱٫۲ گیکاهرتز می‌باشد و با اندروید ۳٫۲.
ممو ۳۷۰ تی با صفحه نمایش ۱۲۸۰X۸۰۰ و ۷ اینچی است و سی پی یو آن ۴ هسته ای ترگا ۳ و اندروید ۴٫۱ است.